# Cephalotes inca
Cephalotes inca é uma espécie de inseto do gênero Cephalotes, pertencente à família Formicidae.